# Vermögensänderungskonto
Das Vermögensänderungskonto entstand aus der makroökonomischen Theorie. Es enthält die Positionen "Ersparnis der Haushalte {\displaystyle S_{H}\ }", "Ersparnis der Unternehmen {\displaystyle S_{U}\ }" und die "Investitionen der Unternehmen {\displaystyle I\ }".
Aufgrund des Kreislaufaxioms ist die Summe der Ersparnis gleich der Summe der Investitionen (ohne staatliche Beteiligung). {\displaystyle S=S_{H}+S_{U}=I\ }
Das Vermögensänderungskonto wird in der makroökonomischen Theorie verwendet, um bestimmte Vermögensänderungen (wie bereits der Name sagt) durch das Kreislaufmodell darzustellen. Nicht dargestellt werden Vermögensveränderungen auf der Basis von Wertänderungen bei Schulden und Vermögen.
Im Kreislaufmodell mit staatlicher Beteiligung nimmt das Vermögensänderungskonto zusätzlich die Positionen "Ersparnisse des Staates (SST)" und "Investitionen des Staates (IST)" auf.